# فضيل مغارية
فضيل مغارية لاعب كرة قدم جزائري دولي سابق ولد في 23-5-1961 بالشلف بدايته مع كرة القدم كانت مع نادي جمعية أولمبي الشلف من صنف اصاغر اين ابان على مؤهلاته في جميع الفئات الصغرى للأولمبي.
موسم 1981 -1982 تم ترقيته لصنف الاكابر حيث لعب له 8 مواسم من أحسن مما لعب في مشواره الكروي بفضل مؤهلاته الكروية جعله يلتحق بالفريق الوطني ويصبح من احسن المدافعين في الجزائر وفي أفريقيا
سنة 1989 وقع لالنادي الأفريقي التونسي ولعب معه 4 مواسم وعقد احترافي مميز حيث حصل معه عدة ألقاب وكؤوس وطنية وأفريقية ليعود سنة 1993 لفريقه الأول جمعية أولمبي الشلف وينهي مشواره الكروي مع هذا النادي سنة 1995
حاز مغارية مع النادي الأفريقي التونسي على عدة ألقاب منها كأس أبطال أفريقيا للأندية سنة 1991 والبطولة التونسية مرتين ( سنة 1990 - سنة 1992) وكأس تونس سنة 1991 وكأس الأفروآسيوية للأندية سنة 1992
استدعي للفريق الوطني 84 مرة (1984 -1992) أهمها مشاركته في كأس العالم 1986 بالمكسيك و4 كؤوس أفريقية للامم ( 1986 بمصر - 1988 بالمغرب -1990 بالجزائر - 1992 بالسنغال ) وفاز بالثالثة التي كانت الأحسن في تاريخ مشواره الكروي وفاز بالكأس الافروآسيوية للأمم 1991 ضد الفريق الإيراني.

## روابط خارجية
- فضيل مغارية على موقع الاتحاد الدولي (مؤرشف)  (الإنجليزية)
- فضيل مغارية على موقع قاعدة بيانات كرة القدم.إي يو (الإنجليزية)
- فضيل مغارية على موقع ناشيونال فوتبول تيمز (الإنجليزية)
- فضيل مغارية على موقع Soccerway.com (الإنجليزية)